# Direcció general d'Ocupació
La Direcció general d'Ocupació va ser un òrgan de gestió del Ministeri d'Ocupació i Seguretat Social depenent de la Secretaria d'Estat d'Ocupació encarregada de desenvolupar la política del Govern en matèria de relacions laborals i d'ocupació. El juny de 2018 amb el govern de Pedro Sánchez va passar a convertir-se en Direcció general de Treball en el Ministeri de Treball, Migracions i Seguretat Social.

## Funcions
Li corresponen entre altres les funcions següents:
- L'ordenació i desenvolupament de les relacions laborals individuals i col·lectives, les condicions de treball, la prevenció de riscos laborals, els procediments d'acomiadament col·lectiu i de suspensió de contractes i reducció de jornada, l'elaboració i interpretació de les normes d'ocupació, protecció per desocupació i empreses de treball temporal.[3]
- L'expedició de certificació acreditativa de la capacitat representativa de les organitzacions sindicals, quan l'àmbit afectat superi el d'una Comunitat Autònoma, agregant la informació sobre resultats electorals registrats en els corresponents àmbits territorials. Processar les actes electorals corresponents a les Ciutats de Ceuta i Melilla.
- La formalització del dipòsit d'estatuts de les organitzacions sindicals i associacions empresarials, així com dels pactes o acords col·lectius que no són objecte d'inscripció en el Registre de convenis col·lectius i registre dels reglaments de procediment dels comitès d'empresa, sempre que el seu àmbit sigui nacional o supracomunitari.
- La resolució sobre la concessió de les ajudes prèvies a la jubilació ordinària en el sistema de la Seguretat Social, així com de les ajudes extraordinàries a treballadors afectats per processos de reestructuració d'empreses.
- La realització d'estudis, anàlisis i informes sobre plans de viabilitat i/o de reordenació de sectors i empreses en crisis.
- La tramitació dels procediments d'acomiadament col·lectiu i de suspensió de contractes i reducció de jornada i quants uns altres relacionats amb la intervenció administrativa en les relacions laborals que siguin competència de la Direcció general de Treball.
- La tramitació dels procediments sancionadors en matèria laboral, d'empreses de treball temporal, d'ocupació, protecció per desocupació i de prevenció de riscos laborals en els supòsits que siguin competència de la Direcció general de Treball, així com preparar la resolució d'òrgans superiors.

## Estructura
De la Direcció general depenen els següents òrgans:
- Subdirecció General de Programació i Actuació Administrativa.
- Subdirecció General de Relacions Laborals.
- Subdirecció General d'Ordenació Normativa.

## Llista de directors generals
- Concepción Pascual Lizana (2018-)[4]
- Xavier Jean Braulio Thibault Aranda (2012-2018)[5][6]
- Vicente Mora González (1995-1996)[7]
- Aurora Domínguez González (1990-1995)
- José Ignacio Pérez Infante (1985-1990)
- Carlos Navarro López (1982-1985)
- Jesús Fernández de la Vega Sanz (1982)